# Shunta Nakamura
Shunta Nakamura (中村 駿太 Nakamura Shunta?), född 10 maj 1999 i Chiba prefektur, är en japansk fotbollsspelare.
Nakamura började sin karriär 2018 i Montedio Yamagata. 2019 blev han utlånad till Thespakusatsu Gunma. Han gick tillbaka till Montedio Yamagata 2020.